# Interkosmos 2
Interkosmos 2 (Интеркосмос 2 em russo), também denominado DS-U1-IK Nº 1, foi um satélite artificial soviético lançado em 25 de dezembro de 1969 por meio de um foguete Kosmos-2I a partir da base de Kapustin Yar.

## Características
O Interkosmos 2 foi o primeiro membro da série de satélites DS-U1-IK e foi dedicado ao estudo da ionosfera terrestre e para a medição da concentração de elétrons e íons positivos na mesma. Ele tinha a forma de um cilindro curto de cerca de um metro de altura e um metro de diâmetro. Em um dos extremos se encontrava uma cobertura hemisférica e no outro uma superfície curva com a forma de um quarto de esfera. Do satélite saíam vários apêndices para a instrumentação. A alimentação elétrica era fornecida por baterias para evitar as perturbações eletromagnéticas que causariam as células solares nos instrumentos. O satélite não tinha disponível um controle de atitude, mas sim poderia determiná através de detectores de campo magnético e sensores solares. Os dados podiam ser transmitidos em tempo real ou armazenados a bordo e das principais estações de recepção de dados, duas estavam na Polônia e sete na União Soviética. O satélite funcionou durante 56 dias, recolhendo dados ao longo de 109 órbitas.
O mesmo estava enquadrado dentro do programa de cooperação internacional Interkosmos entre a União Soviética e outros países e foi injetado em uma órbita inicial de 1200 km de apogeu e 206 km de perigeu, com uma inclinação orbital de 48,4 graus e um período de 98,5 minutos. Reentrou na atmosfera em 8 de junho de 1970.

## Instrumentos
Os instrumentos foram fornecidos pela Bulgária, Tchecoslováquia, República Democrática Alemã e da União Soviética. Consistia em uma baliza ionosférica, sondas esféricas de íons, sondas de temperatura de elétrons de alta frequência e sondas Langmuir.